# ساموئل هانتینگتون (سیاستمدار کنتیکت)
ساموئل هانتینگتون (Samuel Huntington) (زادهٔ ۱۶ ژوئیه ۱۷۳۱ [۵ ژوئیه ۱۷۳۱ به سبک تقویم قدیمی] – درگذشتهٔ ۵ ژانویه ۱۷۹۶)، از بنیان‌گذاران ایالات متحده، حقوق‌دان، دولتمرد و میهن‌پرست کنتیکتی در انقلاب آمریکا بود. او به عنوان نمایندهٔ کنگرهٔ قاره‌ای، اعلامیه استقلال و اصول کنفدراسیون را امضاء کرد. او همچنین به عنوان رئیس کنگرهٔ قاره‌ای از ۱۷۷۹ تا ۱۷۸۱، رئیس کنگرهٔ تشکیل شده در ایالات متحده در ۱۷۸۱، رئیس دادگاه عالی کنتیکت از ۱۷۸۴ تا ۱۷۸۵ و هجدهمین فرماندار کنتیکت از ۱۷۸۶ تا زمان مرگش خدمت کرد. او اولین فرماندار ایالات متحده بود که در زمان استقرار در مقامش، درگذشت.

## زندگی شخصی

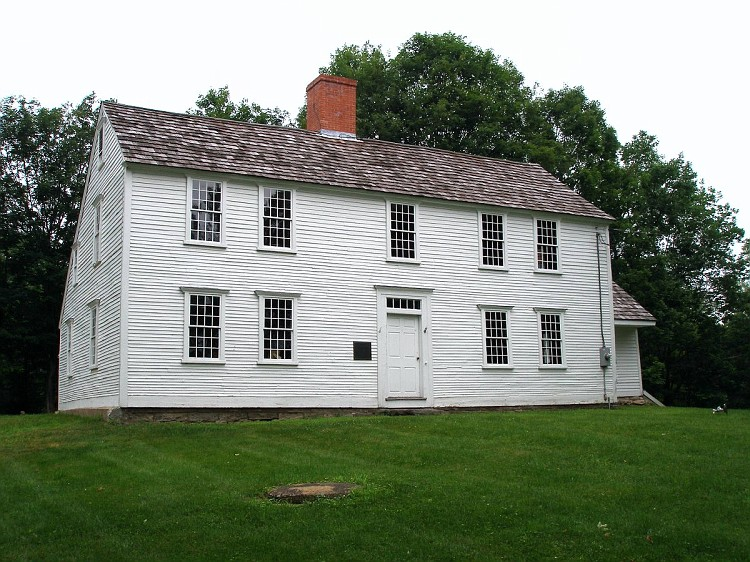
محل تولد ساموئل هانتینگتون

هانتینگتون در ۱۶ ژوئیه‏ ۱۷۳۱ از ناتانیل و مهتابل هانتینگتون در ویندهام، مستعمرهٔ کنتیکت به‌دنیا آمد (محل تولد او امروزه در اسکاتلند، کنتیکت است که در ۱۸۵۷ از ویندهام جدا شد). خانهٔ او امروزه در در مسیر ۱۴ کنتیکت (یکی از چندین مسیر فرعی از شرق کنتیکت به رود آیلند است) قابل دسترس است. او چهارمین فرزند از ده فرزند و بزرگ‌ترین پسر خانواده بود. وی تحصیلات محدودی در مدارس معمولی داشت، سپس به خودآموزی پرداخت. در ۱۶ سالگی شاگرد یک بشکه‌سازی شد، اما همچنان به پدرش در مزرعه کمک می‌کرد. تحصیلات او از کتابخانهٔ کشیش ابنزر دیووشن و کتاب‌های قرض گرفته شده از وکلای محلی، به دست آمده بود.
در ۱۷۵۴ هانتینگتون در کانون وکلا پذیرفته شد و به نورویچ، کنتیکت نقل مکان کرد تا شغل وکالت را آغاز کند. او در ۱۷۶۱ با مارتا دیووشن (دختر کشیش دیووشن) ازدواج کرد. آن‌ها تا زمان مرگ مارتا در ۱۷۹۴ با هم زندگی کردند؛ آن‌ها هیچ فرزندی به دنیا نی‌آوردند، اما زمانی که برادر ساموئل (کشیش جوزف هانتینگتون) درگذشت، پسر و دختر او را به فرزندی پذیرفتند. آن‌ها ساموئل اچ هانتینگتون و فرانسیس را مانند فرزندان خود بزرگ کردند. ساموئل هانتینگتون هیچگاه برده نداشت.

## حرفه سیاسی
هانتینگتون پس از خدمتی کوتاه به عنوان یک منتخب، حرفه سیاسی خود را زمانی که نوریچ او را به عنوان یکی از نمایندگان خود به مجلس پایین کنتیکت فرستاد، به‌طور جدی در ۱۷۶۴ آغاز کرد و تا ۱۷۷۴ خدمت کرد. در ۱۷۷۵، او برای مجلس بالا در شورای فرمانداری انتخاب شد و تا ۱۷۸۴ در آنجا خدمت کرد. او علاوه بر خدمت در مجلس قانون‌گذاری، در ۱۷۶۸، به عنوان وکیل پادشاه برای کنتیکت و در ۱۷۷۳ در دادگاه عالی مستعمره منصوب شد که در آن زمان به عنوان دادگاه عالی خطاها شناخته می‌شد. او از ۱۷۸۴ تا ۱۷۸۷ رئیس دادگاه عالی بود.
هانتینگتون یکی از منتقدان صریح مصوبه‌های تحمل‌ناپذیر پارلمان بریتانیا بود. در نتیجه مجمع، او را در اکتبر ۱۷۷۵، به عنوان یکی از نمایندگانش در دومین کنگرهٔ قاره‌ای، انتخاب کرد. در ژانویهٔ ۱۷۷۶ او با راجر شرمن و الیور ولکات به عنوان هیئت کنتیکت در فیلادلفیا در جای خود نشستند. او به اعلامیه استقلال و اساس‌نامه کنفدراسیون رأی داد و آن را امضاء کرد. وی در سال‌های ۱۷۷۶، ۱۷۷۸–۱۷۸۱ و ۱۷۸۳ در کنگره خدمت کرد. او در زمان حضور در کنگره از حمله آبله رنج می‌برد.

### رئیس کنگرهٔ قاره‌ای
هرچند هانتینگتون به خاطر یادگیری گسترده یا سخنرانی درخشانش معروف نبود، اما سخت کوشی مداوم و آرامش بی‌پایان در رفتارش باعث شد، احترام نمایندگان همکارش را به‌دست بیاورد. در نتیجه، زمانی که جان جی برای وزارت به اسپانیا رفت، هانتینگتون به عنوان جانشینش در سمت رئیس کنگرهٔ قاره‌ای در ۲۸ سپتامبر ۱۷۷۹ انتخاب شد که یکی از دلایلی است که گاهی اوقات او را اولین رئیس در نظر می‌گیرند. رئیس کنگره یک مقام بیشتر تشریفاتی و بدون قدرت و اختیار واقعی بود، اما این دفتر به هانتینگتون نیاز داشت تا مکاتبات زیادی را انجام دهد و اسناد رسمی را امضاء کند. او زمان خود را به عنوان رئیس برای ترغیب استان‌ها و مجالس قانون‌گذاری آن‌ها به حمایت از وضع مالیات به منظور تأمین پول مورد نیاز و تدارکات برای مردان، به مبارزه در جنگ انقلابی صرف کرد. اساس‌نامه کنفدراسیون در دوره او تصویب شد.
هانتینگتون تا ۹ ژوئیه ۱۷۸۱، زمانی که بیماری‌اش او را مجبور به استعفا و بازگشت به کنتیکت کرد، در سمت رئیس کنگره باقی‌ماند. در ۱۷۸۲، کنتیکت دوباره او را به عنوان نماینده معرفی کرد، اما سلامتی و وظایف قضایی او را از پذیرش آن، معذور داشت. او به عنوان نماینده، برای جلسه ۱۷۸۳ به کنگره بازگشت تا تجسم انقلاب را در معاهدهٔ پاریس مشاهده کند. در همان سال او به عنوان عضوی از انجمن فلسفه آمریکا انتخاب شد.

### فرماندار کنتیکت
او در ۱۷۸۵ عمارت خود را در نزدیکی نورویچتاون گرین در خیابان ۳۴ شهرک شرقی امروزی و دفتر مرکزی فعلی خدمات خانواده واحد وجامعه، بنا کرد. در ۱۷۸۵، او به عنوان نایب فرماندار کنتیکت انتخاب شد و به همراه فرماندار متیو گریسولد، خدمت کرد. در ۱۷۸۶ فرماندار شد. وی در زمان تصدی نایب فرمانداری خود، در دادگاه عالی نیز باقی‌ماند اما پس از انتخاب به سمت فرماندار، این سمت را خالی کرد.
در سمت فرماندار در سال اول، با تکرار تلاش‌هایی که در کنگره کرده بود، با میانجی‌گری در پیمان هارتفورد، ادعای زمین‌های غرب میان نیویورک و ماساچوست را حل و فصل کرد. در ۱۷۸۷، او با حمایت از فرمان شمال‌غربی، حل و فصل ملی این مسائل را تکمیل کرد. در ۱۷۸۸، او ریاست مجمع کنتیکت را برعهده داشت که برای تصویب قانون اساسی ایالات متحده فراخوانده شده بود. در سال‌های بعد او شاهد انتقال کنتیکت به یکی از استان‌های ایالات متحده بود. او مسئله پایتخت دائمی استان را در هارتفورد حل کرد و بر ساخت مجلس استان نظارت داشت.

## وفات و میراث
هانتینگتون در ۵ ژانویه ۱۷۹۶ در حالی که در خانه‌اش در نورویچ مشغول به کار بود، فوت کرد. آرامگاه او که در ۲۰۰۳ به‌طور گسترده بازسازی شد، در گورستان قدیمی نورویچتاون در پشت عمارت او قرار دارد. بقایای جسد ساموئل و همسرش مارتا در طول پروژه، از خاک بیرون آورده شد و سپس در یک مراسم رسمی در ۲۳ نوامبر ۲۰۰۳، مجدد به خاک سپرده شد.
حومهٔ هانتینگتون، کنتیکت، در ۱۷۸۹ به افتخار او نام‌گذاری شد، اما بعدها زمانی که حومه با شلتون ادغام شد و در ۱۹۱۹ شهری را تشکیل داد، به شلتون تغییر نام داد. او همنام شهرستان هانتینگتون، ایندیانا است. هانتینگتون میلز یک شهر کوچک در شمال شرقی پنسیلوانیا است که نام‌گذاری خود را به افتخار ساموئل هانتینگتون انجام داده‌است.
خانه‌ای که ساموئل در آن متولد و توسط پدرش، ناتانیل در حدود ۱۷۳۲ ساخته شد، هنوز پابرجاست. اکنون این منطقه در محدوده شهر اسکاتلند، کنتیکت قرار دارد. در ۱۹۹۴، خانه و برخی از زمین‌ها با مسئولیت تاریخی محلی، خریداری شد. محل تولد ساموئل هانتینگتون یک مکان تاریخی ملی است.
برادرزاده و پسر خواندهٔ او ساموئل اچ. هانتینگتون به منطقهٔ استان اوهایو نقل مکان کردند، ساموئل اچ. هانتینگتون در گشایش اوهایو نقش داشت و بعدها سومین فرماندار اوهایو شد.
چون، هانتینگتون در زمان تصویب اصول کنفدراسیون، رئیس کنگرهٔ قاره‌ای بود. برخی از زندگی‌نامه‌نویسان غیرمتعارف و گروه‌های مدنی در کنتیکت ادعا می‌کنند که هانتینگتون در واقع اولین رئیس‌جمهور ایالات متحده بوده‌است.